# Anna-bál
 (mars 2023).
Si vous disposez d'ouvrages ou d'articles de référence ou si vous connaissez des sites web de qualité traitant du thème abordé ici, merci de compléter l'article en donnant les références utiles à sa vérifiabilité et en les liant à la section « Notes et références ».
Anna-bál (en français : Bal d'Anne) est une fête populaire qui a lieu lors de la sainte Anne, le 26 juillet en Hongrie. Originaire de Balatonfüred, elle marque la fin de la première période de la saison balnéaire par l'élection d'une reine de beauté (Anna-bál szépe).